# 120-мм пушка Канэ
120-мм пушка Канэ — 120-мм морское орудие, разработанное французским конструктором Г. Канэ и производившееся по лицензии в России Обуховским и Пермским заводами. Договор о лицензионном производстве с французской компанией Forges et Chantiers de la Mediterranes был подписан 10 августа 1891 года. Принято на вооружение Российского императорского флота в 1892 году.
Этими пушками были вооружены броненосцы типов «Андрей Первозванный» (2 единицы), «Император Александр II», «Три Святителя», броненосцы береговой обороны типа «Адмирал Сенявин» (3 единицы). Также ими вооружались броненосные крейсера «Рюрик», «Дмитрий Донской», «Владимир Мономах», бронепалубные крейсера типа «Жемчуг» (2 единицы), «Новик», «Боярин», «Алмаз», канонерские лодки типов «Гиляк II» (4 единицы) и «Карс» (2 единицы), эскадренные миноносцы типа «Лейтенант Шестаков», а также аргентинский броненосец «Альмиранте Браун». Кроме того использовались как орудия береговой обороны. Пушки применялись в Русско-японской, Первой мировой, Гражданской войнах.

## Боеприпасы
| Бронебойный обр. 1895 г. | 20,5 | 20,5 | 2,8 | ?   | —    | 820 | 10 070/18° |
| Фугасный обр. 1907 г.    | 20,5 | 20,5 | 3,5 | 2,6 | 13 % | 820 | 11 300/25° |
| Осколочный обр. 1907 г.  | 23,0 | 23,0 | 5,0 | 3,2 | 14 % | 730 | 12 800/25° |
| Фугасный обр. 1911 г.    | 29   | 29   | 5,0 | 3,7 | 13 % | 690 | 13 200/25° |
| Шрапнель пулевая         | 20,4 | 20,4 | 3,7 | 0,3 | —    | 820 | 10 100/18° |
| Ныряющий                 | 26   | 26   | 5,0 | 5,2 | 20 % | 220 | 2 400      |

Заряжание 120/45-мм пушки унитарное. Длина гильзы 937 мм, вес 8,8 кг. Длина патрона от 1308 до 1477 мм. Заряд для основных снарядов около 7 кг бездымного пороха.